# Until Dawn (film)
Until Dawn is een Amerikaanse horrorfilm uit 2025 geregisseerd en mede geproduceerd door David F. Sandberg. De film is gebaseerd op het gelijknamige computerspel uit 2015 en ging op 25 april 2025 in première.

## Verhaal
De film volgt een groep vrienden die besluiten samen een weekend door te gaan brengen in een skihut. Aanvankelijk lijkt het een gezellig weekend te worden en lijkt er niks aan de hand. Wat de groep vrienden echter niet weten is dat ze niet alleen zijn, ze worden achtervolgd door een gemaskerde moordenaar. De vrienden komen vast te zitten in een time loop waar ze alleen maar uit kunnen komen als ze allemaal in leven weten te blijven tot zonsopgang.

## Rolverdeling
| acteur             | personage                     |
| ------------------ | ----------------------------- |
| Ella Rubin         | Clover Paul                   |
| Michael Cimino     | Max                           |
| Odessa A'zion      | Nina Riley                    |
| Belmont Cameli     | Abe                           |
| Ji-young Yoo       | Megan                         |
| Maia Mitchell      | Melanie Paul                  |
| Zsófia Temesvári   | Melanie Paul (Wendigo-versie) |
| Peter Stormare     | dokter Hill                   |
| Tibor Szauerwein   | pyscho                        |
| Lotta Losten       | verslaggever                  |
| Mariann Hermányi   | heks                          |
| Ádam László Kocsis | Wendigo                       |
| Adrienn Mész       | Wendigo                       |
| Ádám Zambrzyncki   | Wendigo                       |
| Boglárka Heim      | Wendigo                       |

- In de film wordt een foto gebruikt van Rami Malek als het personage Josh Washington, de rol die hij in het gelijknamige computerspel vertolkte.[5]

## Achtergrond
De film werd geregisseerd en mede geproduceerd door David F. Sandberg, voor de productie werd hij bijgestaan door Asad Qizilbash, Carter Swan, Lotta Losten, Roy Lee, Gary Dauberman en Mia Maiscalco. Daarnaast was Dauberman tevens verantwoordelijk voor het schrijven van het scenario van de film, deels gebaseerd op eerdere versies van het scenario geschreven door Blair Butler. De film is gebaseerd op het gelijknamige computerspel uit 2025; acteur Peter Stormare keerde terug om de rol van dokter Hill te hernemen, tevens was een foto van acteur Rami Malek te zien als zijn personage uit het spel.
De muziek van de film werd gecomponeerd door Benjamin Wallfisch. De opnames van de film gingen op 5 augustus 2024 van start in Boedapest, Hongarije en werd afgerond op 4 oktober 2024. Hoofdrollen in de film waren weggelegd voor onder anderen Ella Rubin, Michael Cimino, Odessa A'zion en Belmont Cameli.

## Release en ontvangst
Until Dawn werd op 25 april 2025 door distributeur Sony Pictures Releasing in de Verenigde Staten in de bioscopen gebracht.  De film werd door recensenten in het algemeen gemengd ontvangen. Op Rotten Tomatoes heeft de film een score van 54% op basis van 99 beoordelingen. Metacritic komt op een score van 47/100, gebaseerd op 23 beoordelingen.